# 高橋正夫
高橋 正夫（たかはし まさお、1913年3月20日 - 没年不詳）は、日本の俳優、声優。広島県出身。
広島県立尾道商業学校卒業。大阪戦旗座、大阪協同劇団、日活（準専属）、大映（準専属）、東宝劇団、関西芸術座、新協劇団、東京芸術座、劇団七曜会、ぷろだくしょん泉、赤坂プロ、劇団芸協、東京俳優生活協同組合に所属していた。

## 出演作品

### 映画
- 宮本武蔵シリーズ（1940年、日活） - 岡谷五郎次
  - 宮本武蔵 草分けの人々
  - 宮本武蔵 栄達の門
  - 宮本武蔵 剣心一路
- 若様評判記 前篇 油断大敵の巻（1940年、日活）
- 若様評判記 後篇 奮起一番の巻（1940年、日活）
- 鳥人（1940年、日活） - 日置龍之進
- 成吉思汗（1943年、大映） - ハサル
- 海境線の人々 リーライン（1953年） - 主演
- 犯罪捜査シリーズ 犯罪地帯を探せ（1958年、新東宝） - 飛鳥
- 暴力団再武装（1971年、東映） - 吉松実

### テレビドラマ
NHK
- 事件記者（1959年）
  - 第25話「容疑者」（1959年）
  - 第43話「黒い掟」（1959年）
  - 第92話「掟破り」（1961年）
  - 第181話「黒い芽」（1964年）
  - 第197話「取材源」（1964年）
  - 第228話「犯跡」（1965年）
  - 第256話「香水」（1965年）

- 氷雨（1959年）
- ここに人あり 第168話「わが友よ」（1961年）
- 死体運搬人（1961年）
- ウェディング・ドレス（1962年）
- 巻頭句の女（1962年）
- 大河ドラマ
  - 赤穂浪士（1964年） - 間喜兵衛
  - 源義経（1966年） - 佐藤荘司元治
  - 三姉妹（1967年） - 真木和泉
  - 竜馬がゆく（1968年） - 福原越後
  - 天と地と（1969年） - 内藤修理

- 大久保利通と車夫（1964年） - 勝安房
- 虹の設計 第7話（1964年）
- 停年退職（1966年）
- 旅路（1967年）
- 男は度胸（1970年）

NTV（現：日本テレビ）
- 丹下左膳（1958年 - 1959年）
- ダイヤル110番 第65話「罠」（1958年）
- 太閤記 藤吉郎編（1959年）
- けれども夜は喋らない（1959年）
- 狼が来たよ（1959年）
- 三太はもう来ない（1959年）
- 猟人が帰ってくる（1960年）
- 暗黒への脱出（1960年）
- メタン瓦斯の月（1961年）
- 河豚（1961年）
- 人生の四季
  - 第21・22話「真珠」（1961年）
  - 第46話「孔子の辻斬り」（1962年）

- 人生劇場（1963年）
- 快獣ブースカ 第1話「ブースカ誕生」（1966年） - 警官
- 昔三九郎 第12話「たのまれ飛脚」（1968年）
- 東京バイパス指令 第3話「目には目を」（1968年）

KR（現：TBS）
- 永すぎた春（1957年）
- 無慈悲物語（1959年）
- 嘘ァつかねえ（1961年）
- 純愛シリーズ 第37話「心中」（1962年）
- あとは野となれ（1964年）
- 青年同心隊 第4話「鬼の同心」（1964年）- 原田屋重吉
- 徴税日誌（1965年）
- ウルトラシリーズ
  - ウルトラマン 第24話「海底科学基地」（1966年） - 吉村総裁
  - ウルトラセブン 第46話「ダン対セブンの決闘」（1968年） - サロメ星人首領

- 七人の刑事 第2シーズン 第234話「黒い力学」（1969年）
- 天国の父ちゃんこんにちは その10（1969年）
- キイハンター
  - 第18話「新ギャング同盟」（1968年）
  - 第84話「殺人狂騒曲」（1969年）

- 二代目（1970年）
- ひとごろし（1970年）

CX（現：フジテレビ）
- 鉄腕アトム 第一部（1959年 - 1960年） - 一本足
- 深い沼（1959年）
- 忠臣蔵秘聞 小坂峠の待伏せ（1959年）
- 小天狗小太郎（1960年）
- これが真実だ 第30話「玉音盤奪取事件」（1960年）
- 卑怯者（1960年）
- 華やかなる挽歌（1961年） - 主演
- 仇討兄弟鑑（1961年）
- じい（1961年）
- ゼロの焦点（1961年）
- 月笛日笛（1961年）
- 賭の季節（1961年）
- 穴（1962年）
- 三匹の侍
  - 第2シリーズ 第20話「白梅草紙」（1965年）
  - 第4シリーズ 第10話「群狼」（1966年）
  - 第6シリーズ 第13話「下郎」（1968年）

- 愛よふたたび（1967年） - 朝倉剛之助
- 銭形平次 第97話「女雛は知っていた」（1968年）
- 東京コンバット 第3話「銀色の死刑台」（1968年）
- バンパイヤ 第14話「立ち上れトッペイ」（1969年）
- 浮世絵 女ねずみ小僧 第10話「子ノ刻参上」（1971年）

NET（現：テレビ朝日）
- 人形佐七捕物帳 第11・12話（1960年）
- 指名手配（1961年）
  - 第92 - 94話「殺人鬼」（1961年）
  - 第109話「銚子の船員殺し」（1961年）
  - 第139・140話「血塗られた草笛」（1962年）

- 危険な童話（1961年）
- ガード下（1962年）
- 特別機動捜査隊
  - 第49話「三つの黒真珠」（1962年）
  - 第88話「追いつめられた狼」（1963年）
  - 第153話「陸の孤島」（1964年）
  - 第166話「善意の街」（1964年）
  - 第182話「ある反抗」（1965年）
  - 第201話「死の大地」（1965年）
  - 第203話「白い愛の橋」（1965年）
  - 第236話「灯火」（1966年）
  - 第260話「秋風の詩」（1966年）
  - 第310話「誰よりも愛す」（1967年）
  - 第335話「死の手錠」（1968年） - 署長
  - 第422話「上流階級」（1969年） - 貝塚
  - 第439話「同姓同名」（1970年） - 香川県警次長

- 短い短い物語 第63話「復讐」（1962年）
- 警部の娘（1963年）
- 判決
  - 第20話「発芽」（1963年）
  - 第36話「小さい命」（1963年）
  - 第96話「いつか来た道」（1964年）
  - 第135話「若い波」（1965年）
  - 第200話「憲法第二十五条」（1966年）

- 人の死に行く道（1963年）
- 廃虚の唇（1964年） - 丸木製薬・角沼新社長
- 風来物語（1964年） - 成子の繁造
- 部長刑事（1965年）
  - 第347話「少女の死」
  - 第348話「死の罠」

- 悪の紋章（1965年 - 1966年） - 日進商事・柴田社長
- アスファルトジャングル 第19話・第22話（1965年）
- 鉄道公安36号 第123話「俺は無実だ」（1965年）
- 永遠に咲く（1965年）
- 七つの顔の男 第3話「暗殺プロフェッショナル」（1967年）
- とぼけた奴ら 第11話「謎の女に命を賭けた」（1967年）
- 待っていた用心棒（1968年）
  - 第3話「吹きだまりの月」
  - 第26話「山なみの彼方へ」

- さむらい（1968年 - 1969年）
- 新・日本剣客伝 第1話（1969年）
- 宮本武蔵（1970年）
- 鬼平犯科帳 第1シリーズ （1970年）
  - 第52話「乞食坊主」‐ 古河の富五郎
  - 第58話「雨の湯豆腐」- 赤大黒の市兵衛

- 人形佐七捕物帳 第19話「女虚無僧」（1971年） - 大和屋重兵衛
- ターゲットメン 第9話「吸血魔の面を剥げ」（1971年）

12ch（現：テレビ東京）
- 遣唐使船速鳥（1964年）

### テレビアニメ
- 鉄腕アトム（1963年、CX）

### 吹き替え
- 会議は踊る - アレクサンドル一世、替玉ウラスルキー
- 逃亡者　#94
- プリズナーNo.6 第13話（1969年） - No.2

### ラジオドラマ
- 金閣寺（1959年、NHKラジオ第二）